# Dehesas Viejas
Dehesas Viejas ist eine Gemeinde in der Provinz Granada im Südosten Spaniens mit 640 Einwohnern (Stand: 2024). Die Gemeinde liegt in der Comarca Los Montes.

## Geografie
In der Nähe liegen die Dörfer Campotéjar, Domingo Pérez de Granada und Iznalloz.

## Geschichte
Dehesas Viejas ist eine Gemeinde, seit der Regierungsrat der Junta de Andalucía am 23. Oktober 2014 die Abspaltung von Iznalloz genehmigt hat.